# São Vicente (Madeira)
São Vicente (portugiesisch für Sankt Vinzenz) ist eine Kleinstadt (Vila) und ein Kreis (Concelho) an der Nordküste der portugiesischen Insel Madeira. Der Kreis hat 2788 Einwohner (Stand 19. April 2021).

## Wappen
In Gold ein barfüßiger hersehender Heiliger mit rot-goldenem Mantel einen Palmwedel über die rechte Schulter haltend. Über den Schild eine silberne viertürmige Mauerkrone. Im weißen Band am Schildfuß der Name in schwarzen Buchstaben für den São Vicente „VILA DE S. VICENTE“.
Der in Gold und Rot gevierten Fahne liegt mittig das Wappen auf.

## Geschichte
Nach der Neu-Entdeckung der Insel Madeira durch João Gonçalves Zarco begann 1419 die erstmalige Besiedlung der Insel Madeira durch die Portugiesen. Mitte des 15. Jahrhunderts wurde São Vicente als eigenständige Gemeinde gegründet. 1744 wurde der Ort zur Vila erhoben. Der Kreis São Vicente erfuhr 1835 eine Verkleinerung, im Zuge der Einrichtung der neuen Kreise Santana und Porto Moniz. Nach vorübergehender Wiederauflösung der neuen Kreise 1895 und der Rücknahme der Gebietsabgaben wurden die Kreisgrenzen von 1835 im Jahr 1898 wiederhergestellt und haben bis heute ihre Gültigkeit behalten. Der Bezirk von São Vicente besteht aus den Gemeinden São Vicente, Ponta Delgada und Boaventura.

## Kultur und Sehenswürdigkeiten
Zu den Sehenswürdigkeiten gehören die Grutas (Grotten), alte Lavakanäle, die erkundet werden können. Im zugehörigen Besucherzentrum wird der Vulkanismus und die Entstehung Madeiras erläutert.
Die Pfarrkirche Igreja de São Vicente wurde 1692 im Stil des Manierismus errichtet und bildet einen reizvollen Kontrast zu dem modernen Rathaus. Die kleine Kapelle Capelinha do Calhau aus dem Jahr 1692 wurde, landeinwärts gerichtet, in eine Felsnische inmitten der Mündung des Flusses Ribeira de São Vicente gebaut und 1885 restauriert.
Die Casa Museu Horácio Bento de Gouveia im Geburtshaus des Schriftstellers, Lyrikers und Journalisten Horácio Bento de Gouveia (1901–1983) widmet sich dem Leben und Wirken des Dichters.
Eine Vielzahl Miradouros sind am Rande verschiedener Wanderwege im Kreis eingerichtet und bieten weite Blicke.

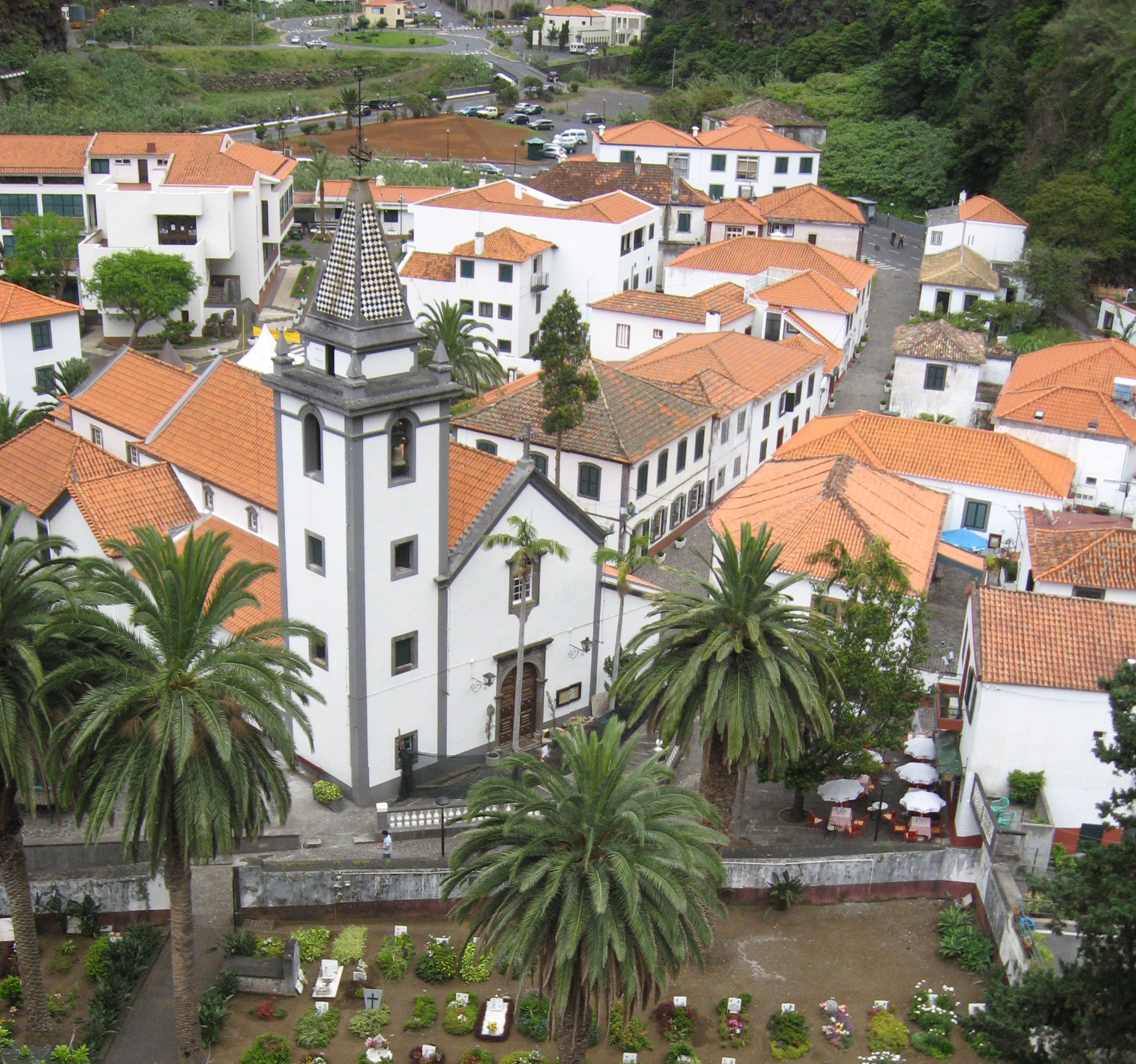
Der historische Ortskern von São Vicente
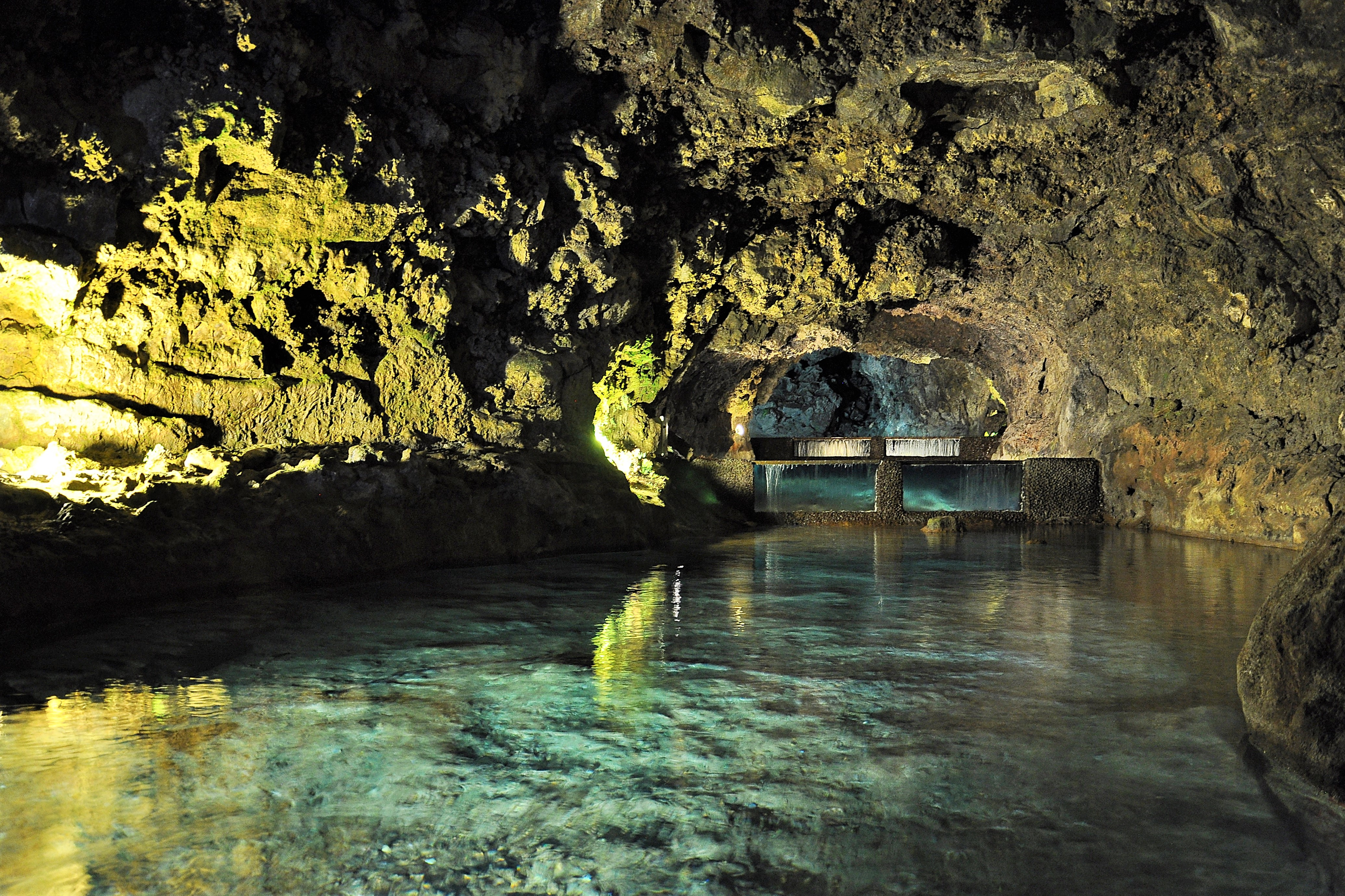
In den Grutas de São Vicente
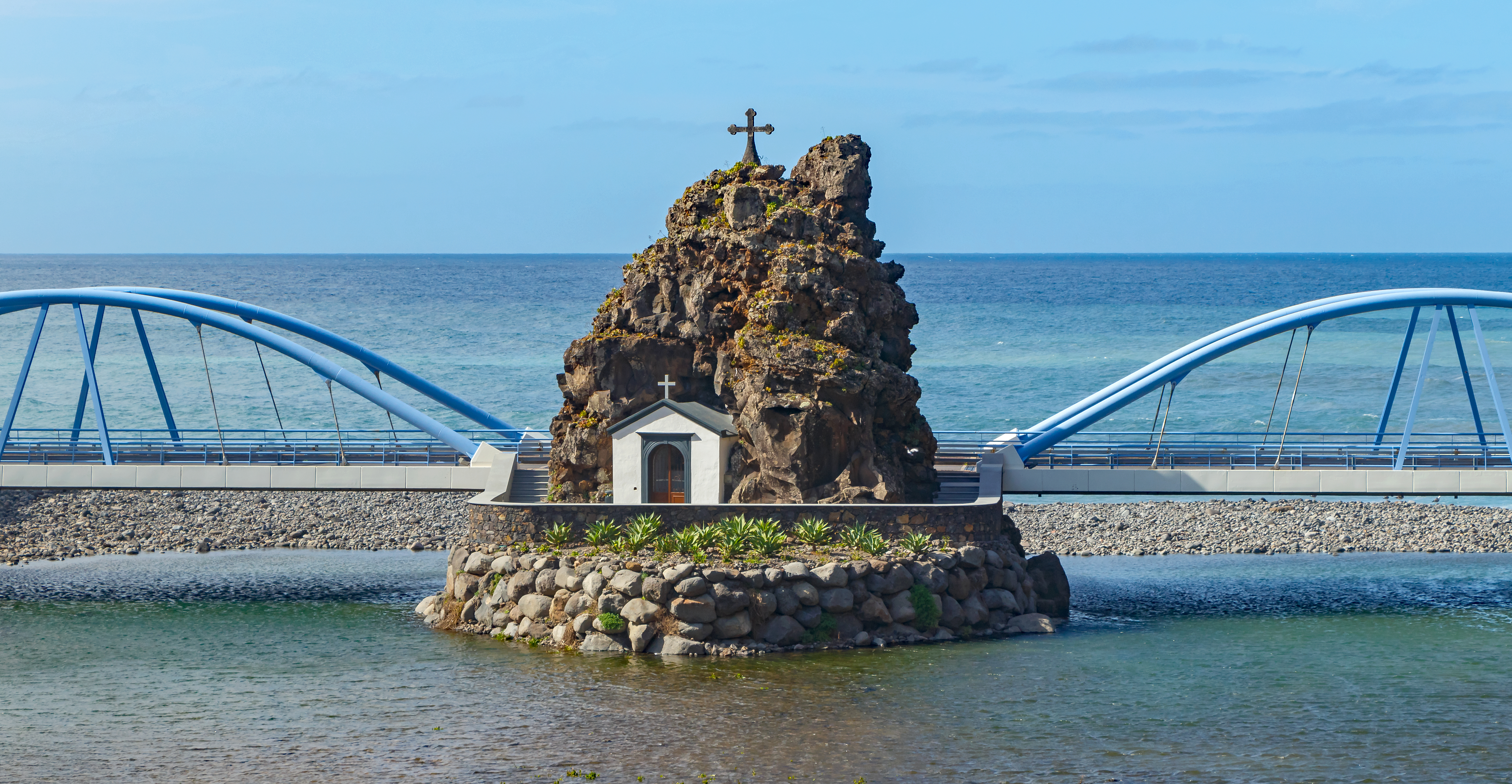
Capela de São Vicente do Calhau

## Verwaltung

### Kreis São Vicente
Der Kreis São Vicente ist in drei Gemeinden (Freguesias) aufgeteilt:

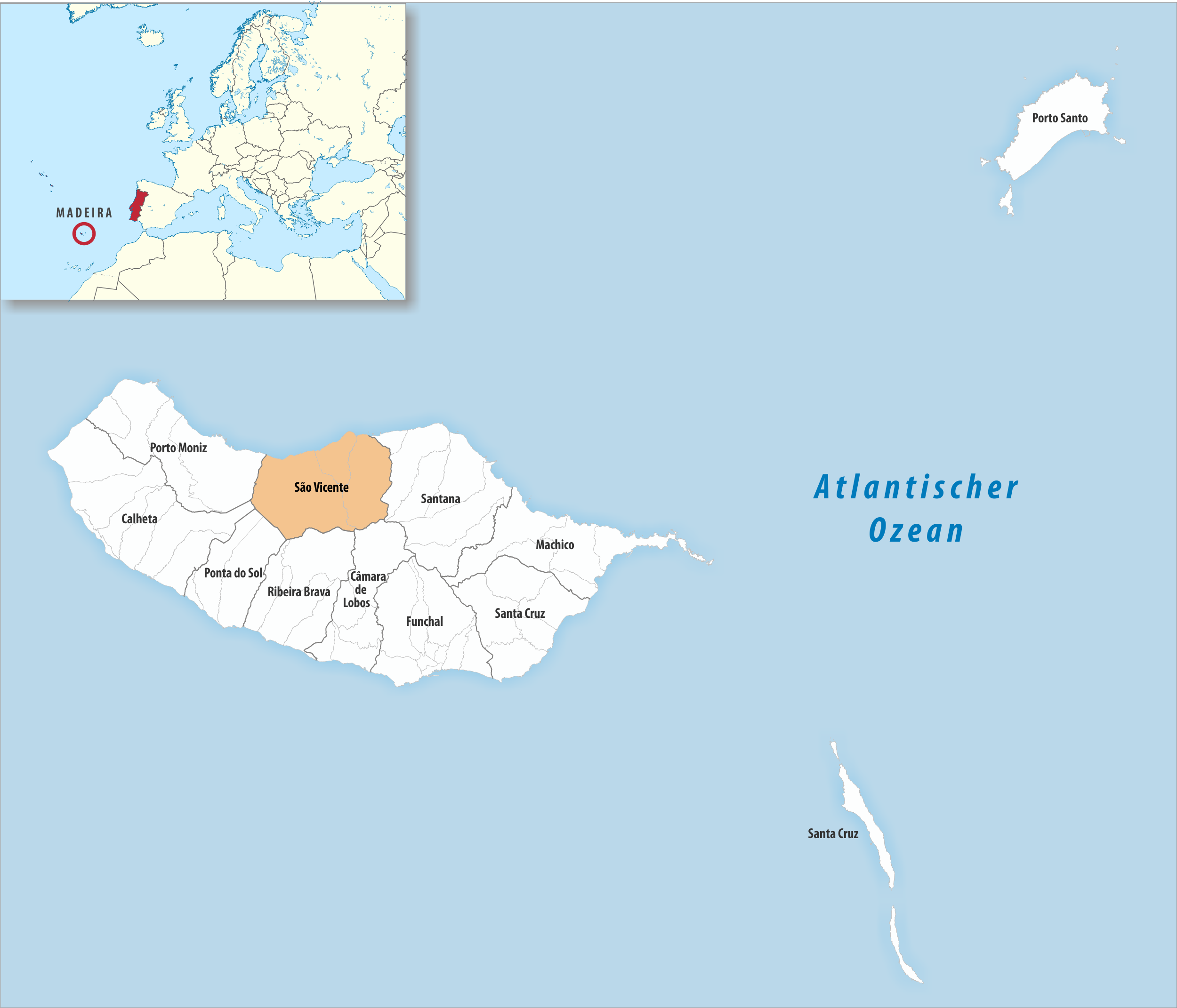
Kreis São Vicente

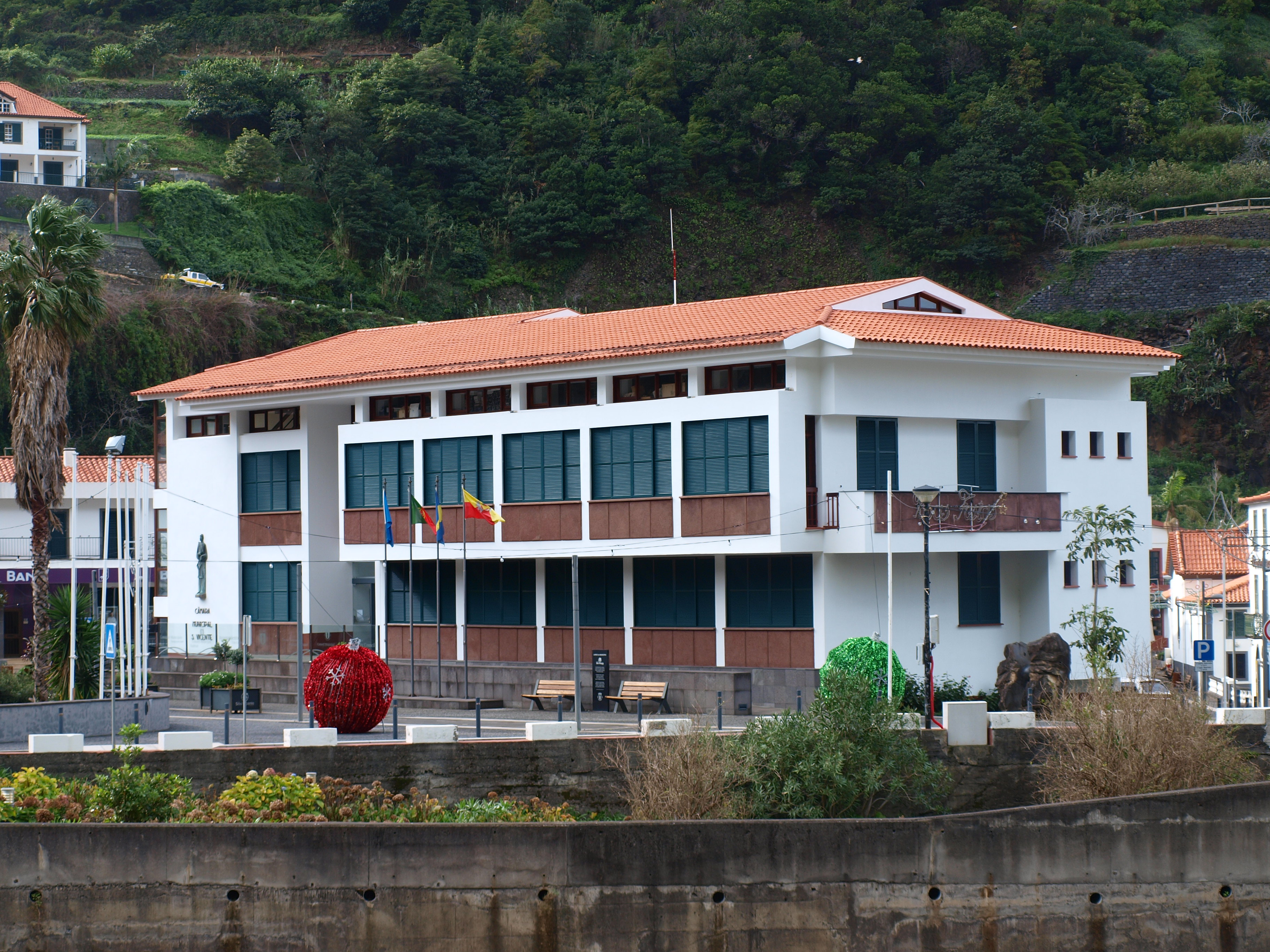
Rathaus

| Gemeinde          | Einwohner (2021) | Fläche km² | Dichte Einw./km² | LAU- Code |
| ----------------- | ---------------- | ---------- | ---------------- | --------- |
| Boaventura        | 1.034            | 25,30      | 41               | 311001    |
| Ponta Delgada     | 1.043            | 9,39       | 111              | 311002    |
| São Vicente       | 2.788            | 44,14      | 63               | 311003    |
| Kreis São Vicente | 4.865            | 78,83      | 62               | 3110      |

Nachbarkreise:
|              | Atlantischer Ozean                          |         |
| Porto Moniz  | Kompassrose, die auf Nachbargemeinden zeigt | Santana |
| Ponta do Sol | Câmara de Lobos und Ribeira Brava           |         |

### Bevölkerungsentwicklung
| 1849   | 1900  | 1930  | 1960   | 1981  | 1991  | 2001  | 2004  | 2011  |
| ------ | ----- | ----- | ------ | ----- | ----- | ----- | ----- | ----- |
| 11.454 | 8.104 | 9.684 | 11.603 | 8.501 | 7.695 | 6.198 | 6.063 | 5.721 |

### Kommunaler Feiertag
- 22. Januar

### Städtepartnerschaften
- Portugal: Nordeste (Azoren)[8]

## Verkehr

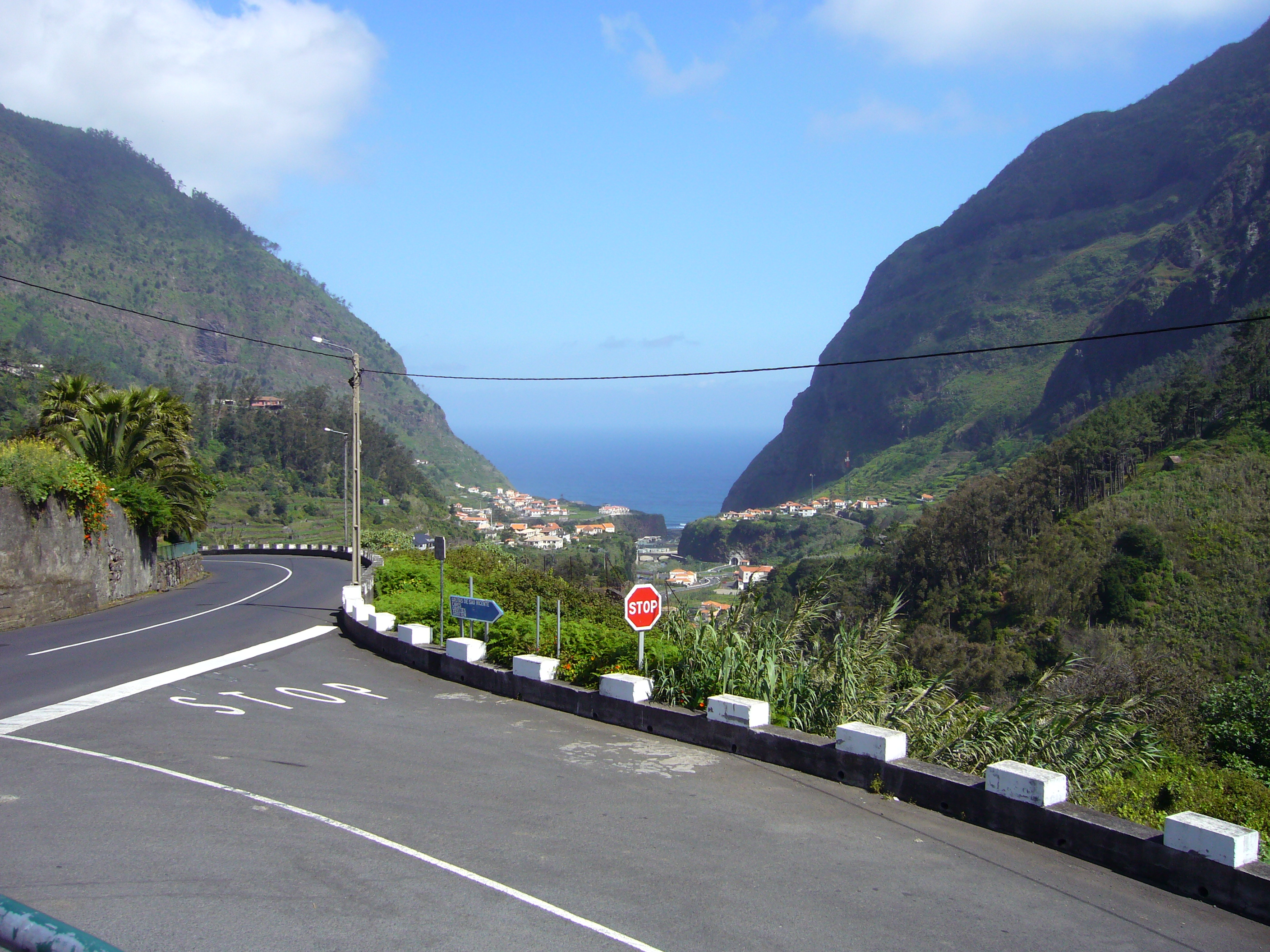
An der R101 bei São Vicente

Von São Vicente führt mit der R104 die einzige Straße quer über die Insel südlich nach Ribeira Brava. Die gut ausgebaute Straße R101 (abschnittsweise VE1 und VE2) mit vielen Tunneln führt neben der alten Straße aus den 1950er Jahren nach Porto Moniz im Westen. Nach Osten führt nur (Stand 2007) die alte spektakuläre, manchmal einspurige, Straße R101 über Ponta Delgada und Boaventura nach Santana.
Buslinien der Rodoeste-Verkehrsgesellschaft stellen den öffentlichen Nahverkehr im Kreis sicher. Die Linien 6, 139 und 150 verkehren mehrmals täglich in Richtung Süden (Funchal), Westen (Porto Moniz bzw. Santa) und Osten (Arco de São Jorge), jedoch in einem geringen Takt (weniger als zweistündlich).